# Plagiobryoides renauldii
Plagiobryoides renauldii là một loài Rêu trong họ Bryaceae. Loài này được (Roll ex Renauld & Cardot) J.R. Spence mô tả khoa học đầu tiên năm 2009.